# Gubernatorzy i gubernatorzy generalni Nigerii
Nigeria do roku 1914 stanowiła w strukturach Imperium Brytyjskiego dwie osobne posiadłości. Zadanie ich scalenia w jedno otrzymał Sir Frederick Lugard. Aby podkreślić, iż jego władza obejmuje całość Nigerii, otrzymał on tytuł gubernatora generalnego.
Po zakończeniu jego kadencji w 1919, kolejni szefowie administracji kolonialnej na tym obszarze, podobnie jak ich odpowiednicy w innych częściach Imperium, mieli już tytuł "zwykłych" gubernatorów. Tak było aż do uzyskania przez Nigerię niepodległości w 1954. Nigeria stała się wówczas Commonwealth  realm i, podobnie jak inne państwa o takim statusie, przyjęła za swoją formalną głowę państwa monarchę brytyjskiego. Osoba zastępująca go w Nigerii i faktycznie wykonująca wszystkie jego kompetencje (choć w praktyce tylko na wniosek rządu) piastowała urząd ponownie nazwany gubernatorem generalnym, ale już zupełnie inny w swym charakterze niż ten z czasów Lugarda.

## Lista gubernatorów i gubernatorów generalnych

### Gubernator generalny kolonii
- 1914–1919: Sir Frederick Lugard

### Gubernatorzy kolonii
- 1919–1925: Sir Hugh Clifford
- 1925–1931: Sir Graeme Thomson
- 1931–1935: Sir Donald Cameron
- 1935–1943: Sir Bernard Bourdillon
- 1943–1948: Sir Arthur Richards
- 1948–1954: Sir John Stuart Macpherson

### Gubernatorzy generalniCommonwealth realm
- 1955–1956: Sir John Stuart Macpherson
- 1955–1960: Sir James Wilson Robertson
- 1960–1963: Nnamdi Azikiwe